# 丹尼斯海峽

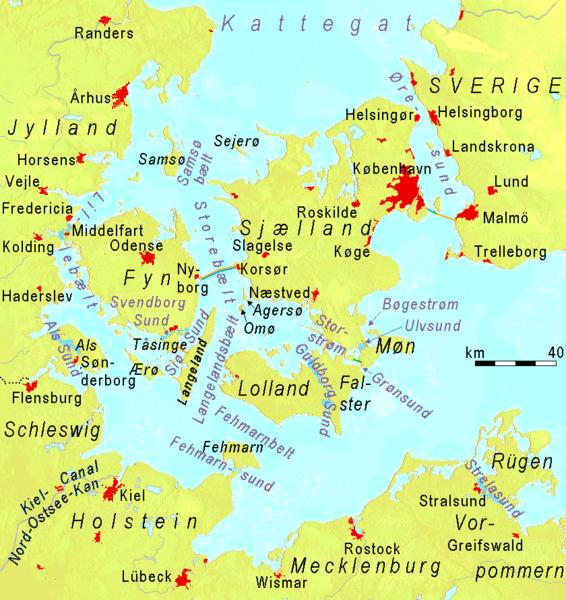
丹尼斯海峽

丹尼斯海峽（Danish straits）是連結波羅的海和北海之間的諸海峽之總稱。

## 概要
丹尼斯海峽在歷史上是丹麥的國內水路，但是隨著領土的喪失，松德海峽和非曼海峽分別成為丹麥和瑞典及德國的國界。至於大帶海峽和小帶海峽仍是丹麥領海。1857年的哥本哈根會議後，廢除松德海峽通行費（Sound Dues），丹尼斯海峽也成為公海。